# Cobbia truncata
Cobbia truncata är en rundmaskart som beskrevs av Christian Wieser 1959. Cobbia truncata ingår i släktet Cobbia och familjen Monhysteridae. Inga underarter finns listade i Catalogue of Life.